# Cung điện Branicki, Białystok
Cung điện Branicki (tiếng Ba Lan: Pałac Branickich) là một tòa lâu đài lịch sử ở Białystok, Podlaskie Voivodeship, Ba Lan. Nó được xây dựng vào nửa đầu thế kỷ 18 bởi Jan Klemens Branicki, một sĩ quan chỉ huy người Ba Lan giàu có, trở thành nơi cư trú phù hợp cho một người đàn ông có tham vọng trở thành vua Ba Lan. Quần thể cung điện với vườn, hiên nhà, vườn điêu khắc, nhà ngoài và các công trình khác và thành phố với nhà thờ, tòa thị chính và tu viện, tất cả được xây dựng gần như cùng lúc theo mô hình của Pháp là lý do tại sao thành phố này được biết đến vào thế kỷ 18 là Versailles de la Pologne (Versailles của Ba Lan)  và sau đó là Versailles de la Podlachie (Versailles of Podlasie).

## Lịch sử
Cung điện được xây dựng cho Bá tước Jan Klemens Branicki- Đại vương Hetman và người bảo trợ nghệ thuật và khoa học, lớn lên trong khu vực quý tộc Pháp của quý tộc Ba Lan, người đã biến một ngôi nhà trước đây  thành nơi ở tuyệt vời của một quý tộc Ba Lan vĩ đại, đối thủ của Cung điện Wilanów, bắt đầu vào năm 1726. Ông cũng lập ra khu trung tâm của thị trấn Bialystok, không phải là một nơi rộng lớn trong thế kỷ 18, với khu phố chợ hình tam giác. 

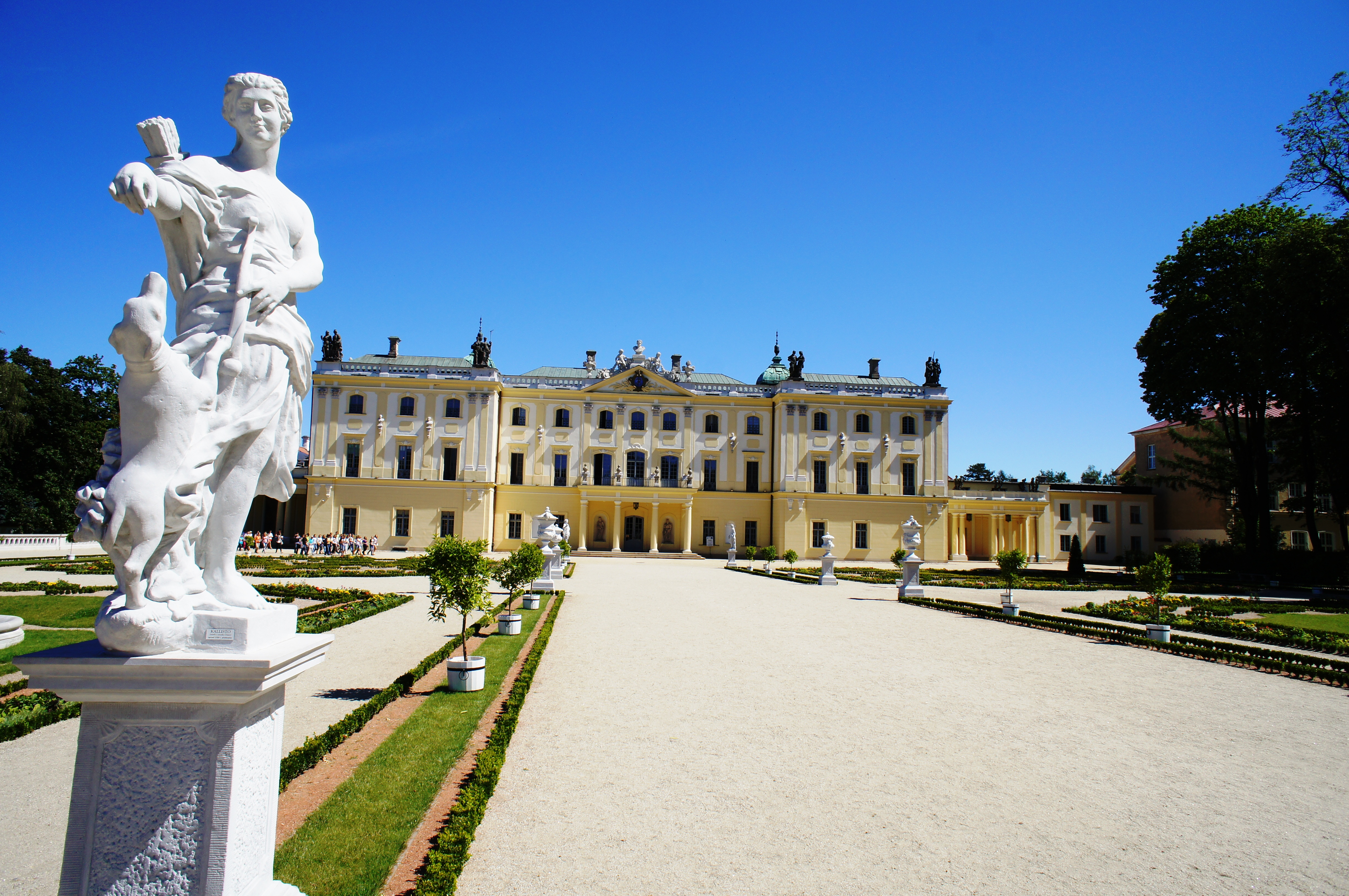
Vườn của Cung điện Branicki

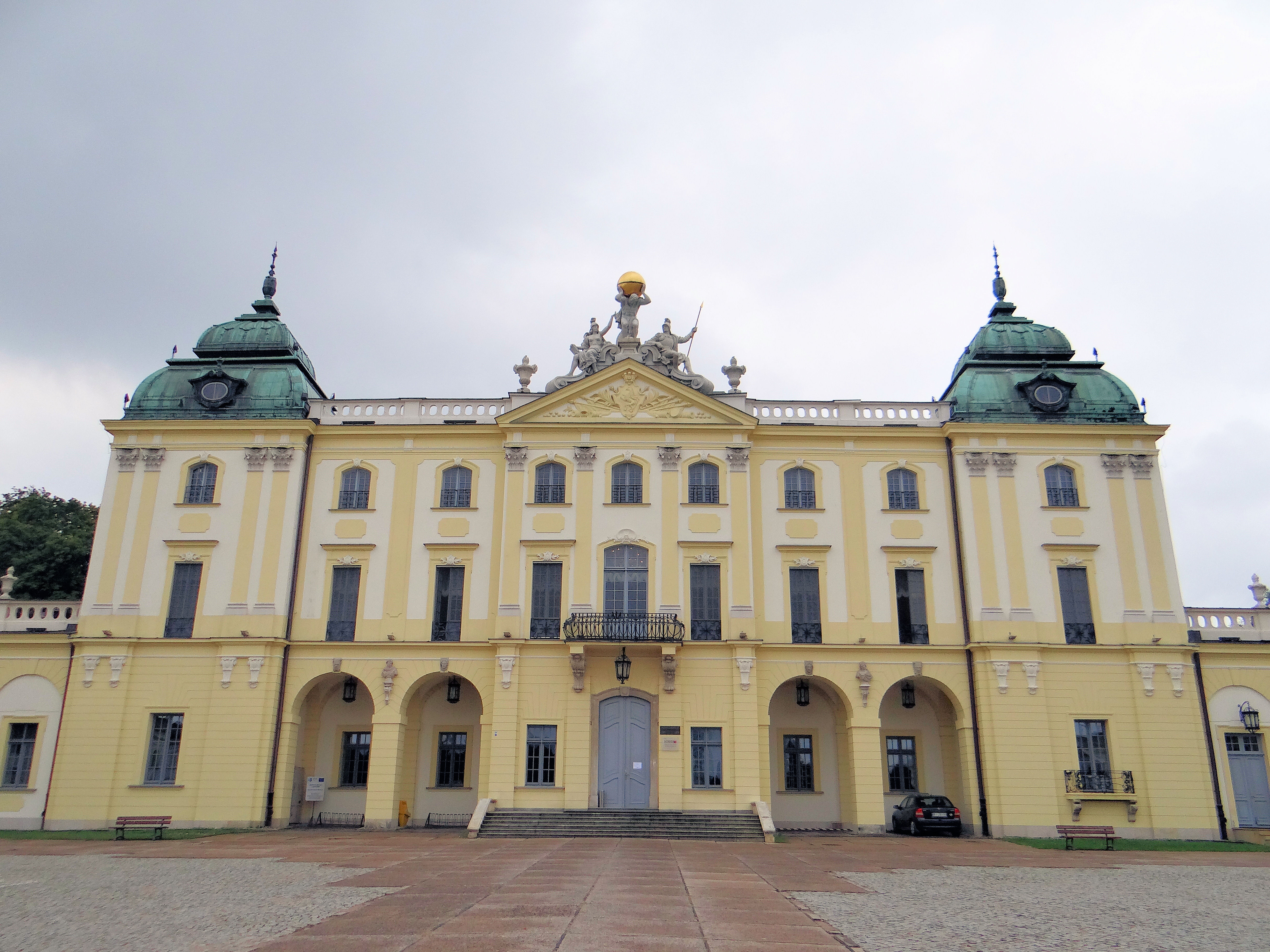
Hiên nhà của Cung điện Branicki

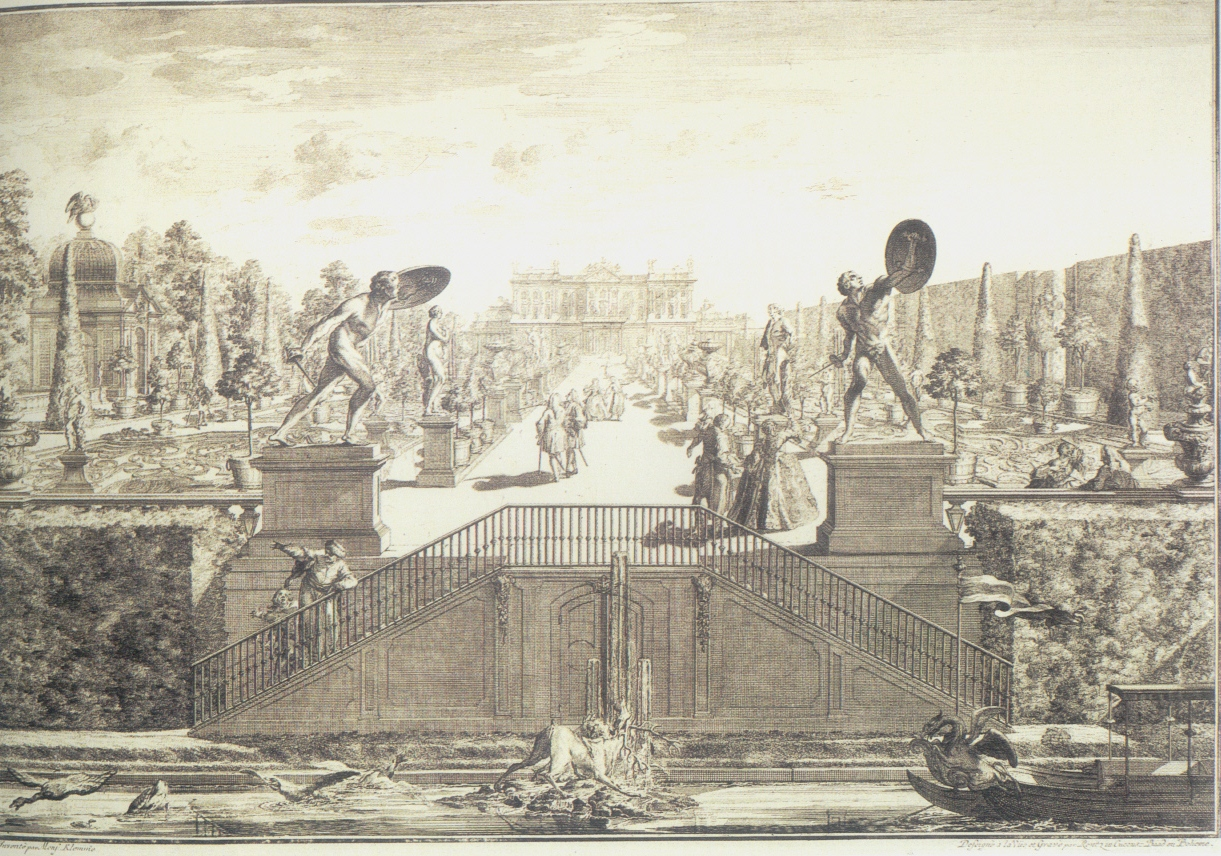
Minh họa cung điện Branicki (1752). Nhìn từ đường Akademicka ngày nay. Vào thời điểm đó, cung điện được gọi là Versailles của Ba Lan.

Với Phân vùng đầu tiên của Ba Lan, nơi này đã thuộc về Vương quốc Phổ và sau năm 1807, nó thuộc về Nga. Vào mùa hè năm 1920, trong một thời gian ngắn, cung điện là trụ sở của Ủy ban Cách mạng lâm thời Ba Lan. Cung điện Branicki bị đánh bom và hỏa hoạn do quân Đức gây ra, với tổng thiệt hại khoảng 70%. Nó đã được khôi phục sau Thế chiến II như một công trình của niềm tự hào dân tộc. Đại học Y được đặt trong Cung điện.

## Sân cung điện
Bao quanh Cung điện là những khuôn viên. Mặt trước vườn có một sân thượng lớn được dựng trên các cột, tạo thành một bục để xem những khoảng đất trồng hoa trong hương vị Pháp với một con đường dọc vườn hoa và tượng nhân sư Pháp, và sau đó là "vườn Anh," trong hương vị tự nhiên kết hợp với công viên kiểu Anh, xung quanh khuôn viên. Các nhà phụ khác bao gồm các hiên nhà kiểu Arsenal (1755), nhà trồng cây, kiểu Ý và Tuscan.

## Hình ảnh

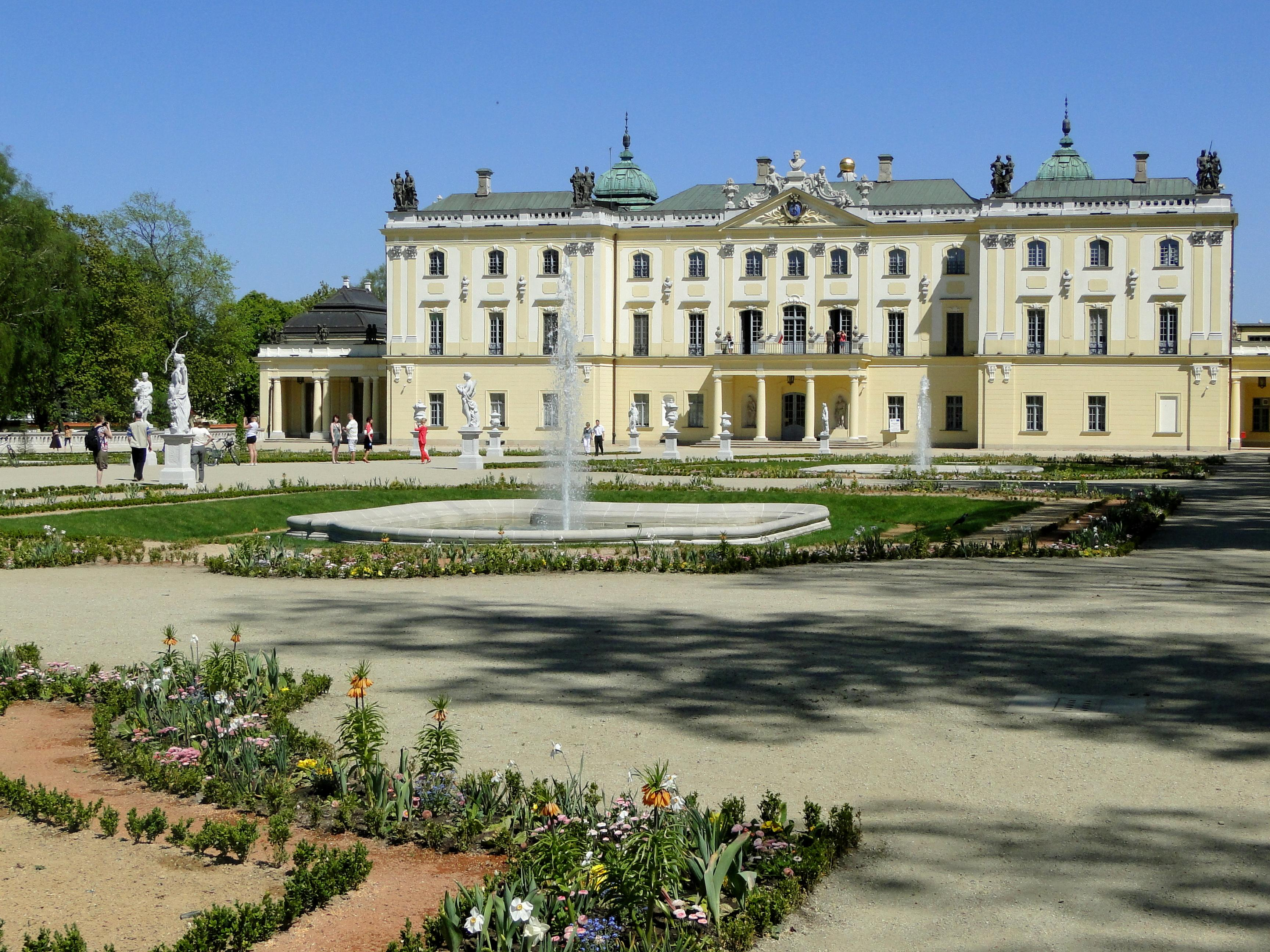
Một đài phun nước trong Vườn Cung điện.
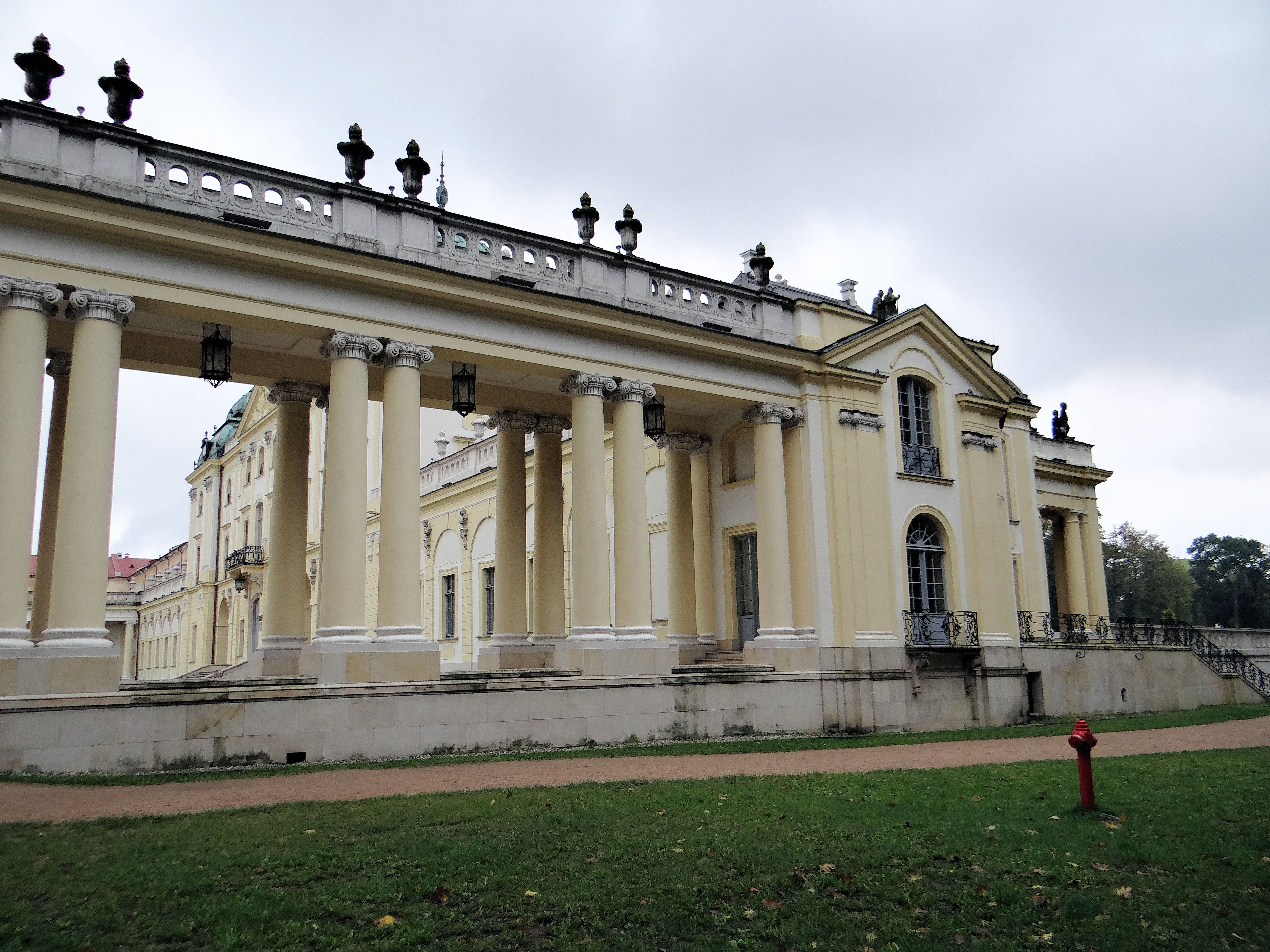
Cung điện Branicki.
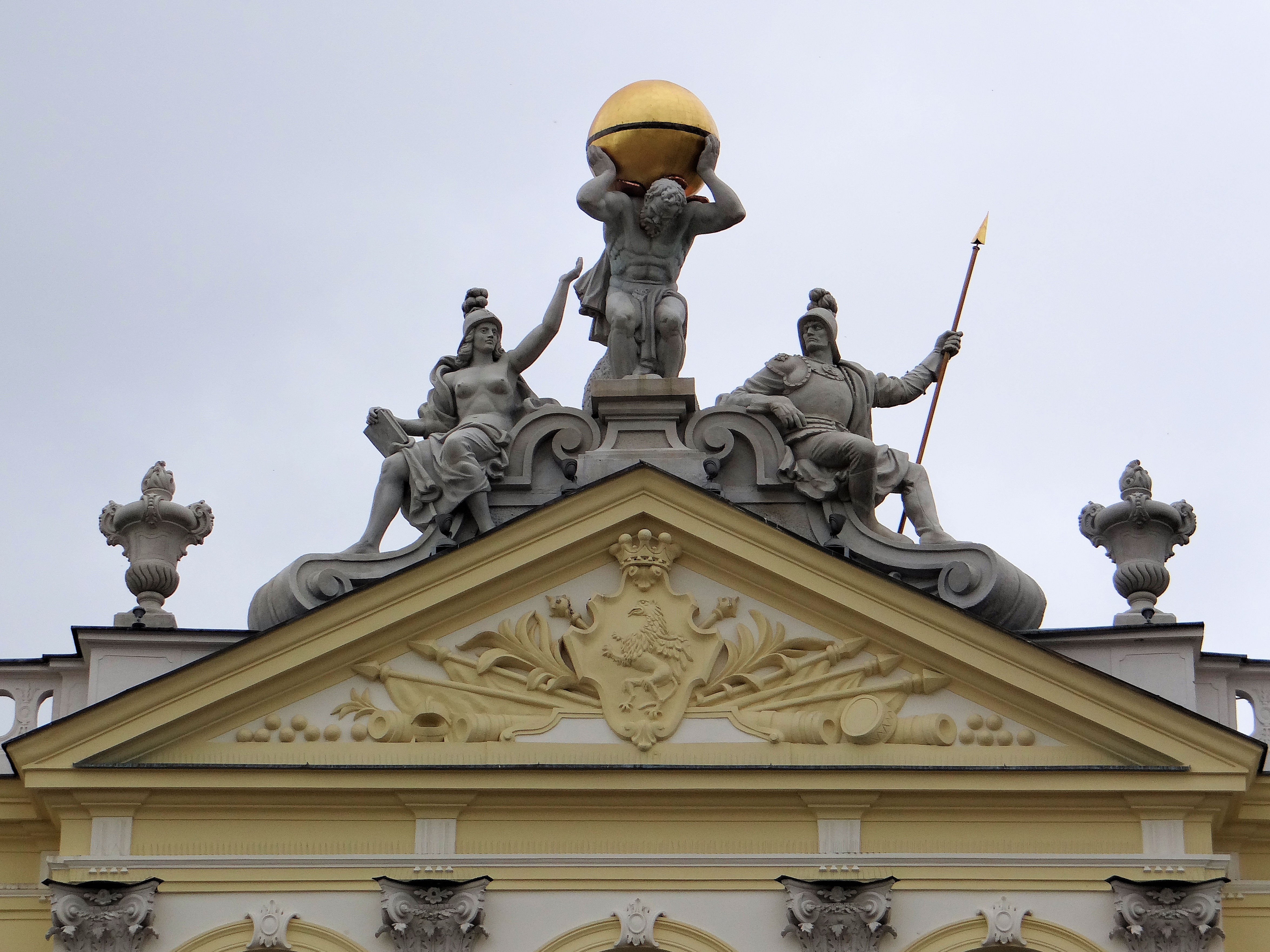
Mái tam giác Tympanum của Cung điện Branicki ở Białystok.
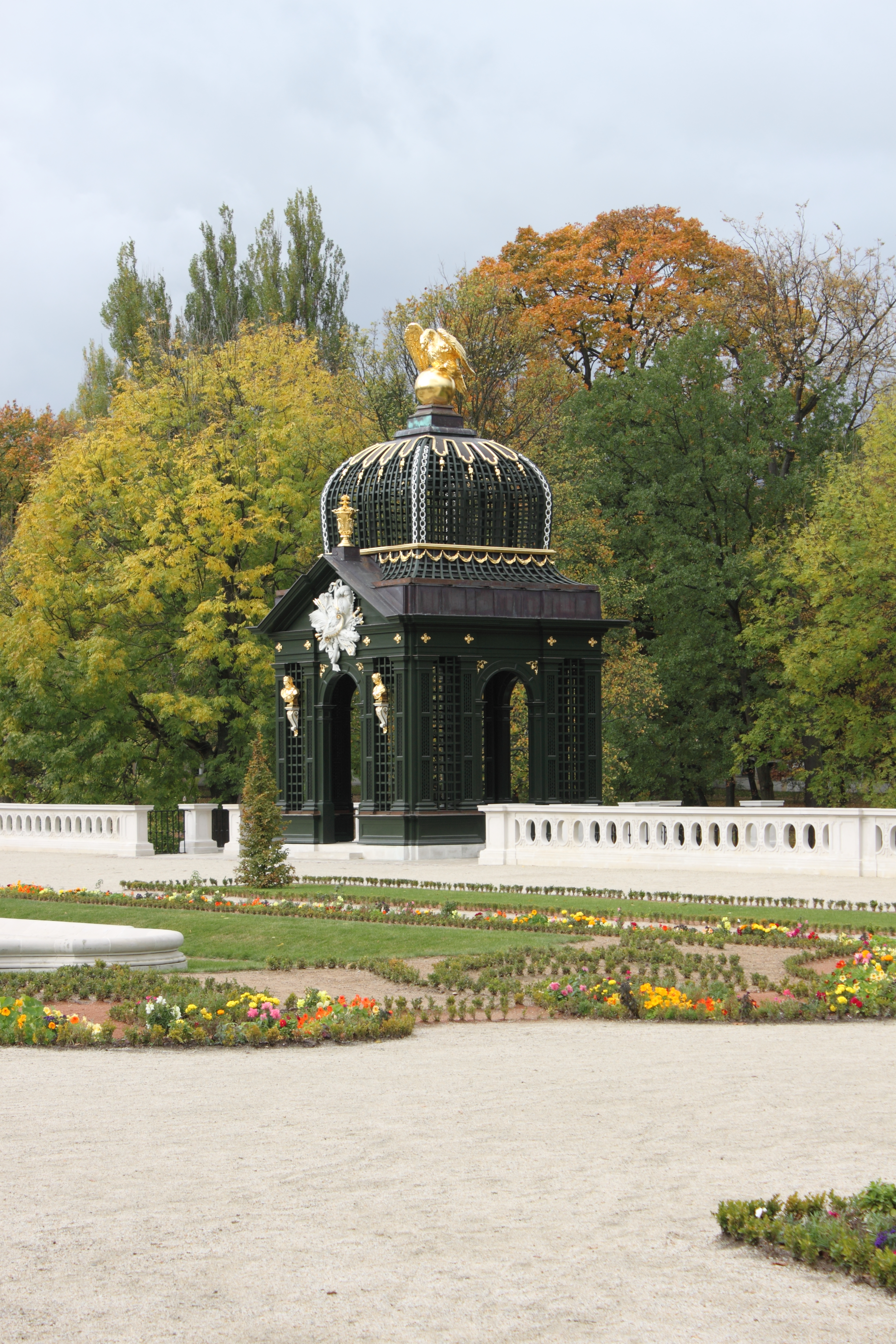
Một vọng lâu trong vườn.
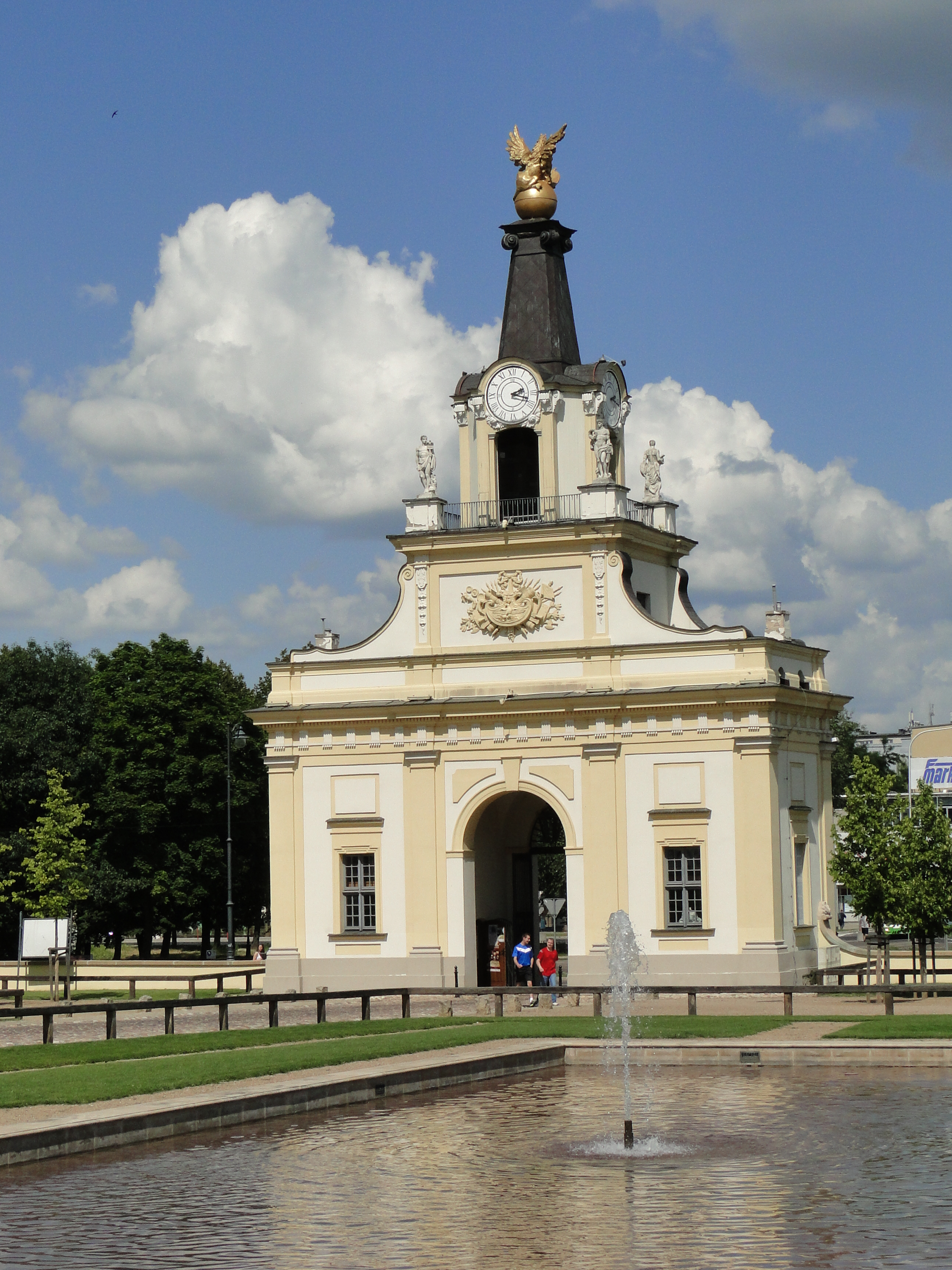
Cổng chính của cung điện.
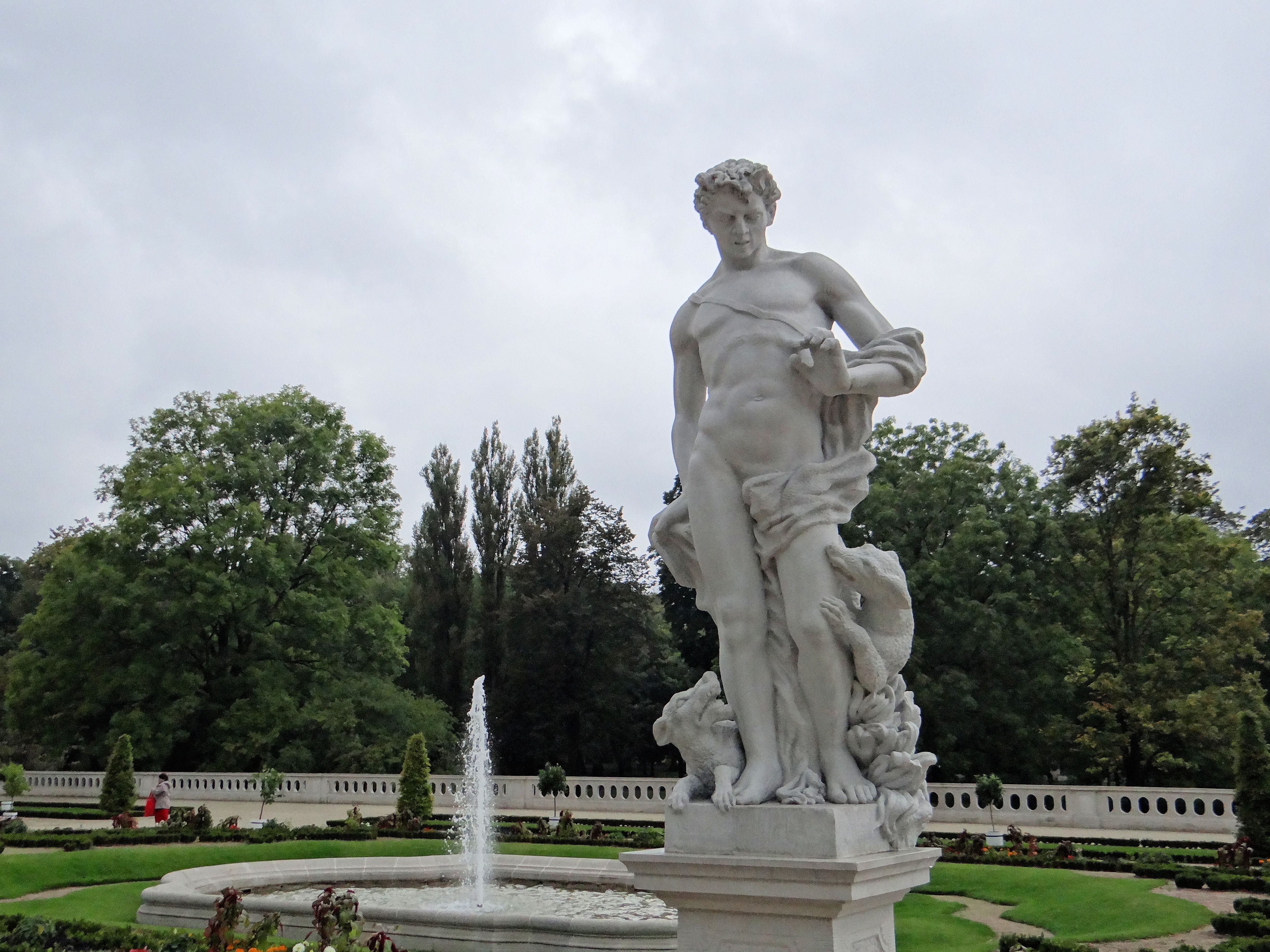
Tác phẩm điêu khắc của Akteon trong Vườn Cung điện.
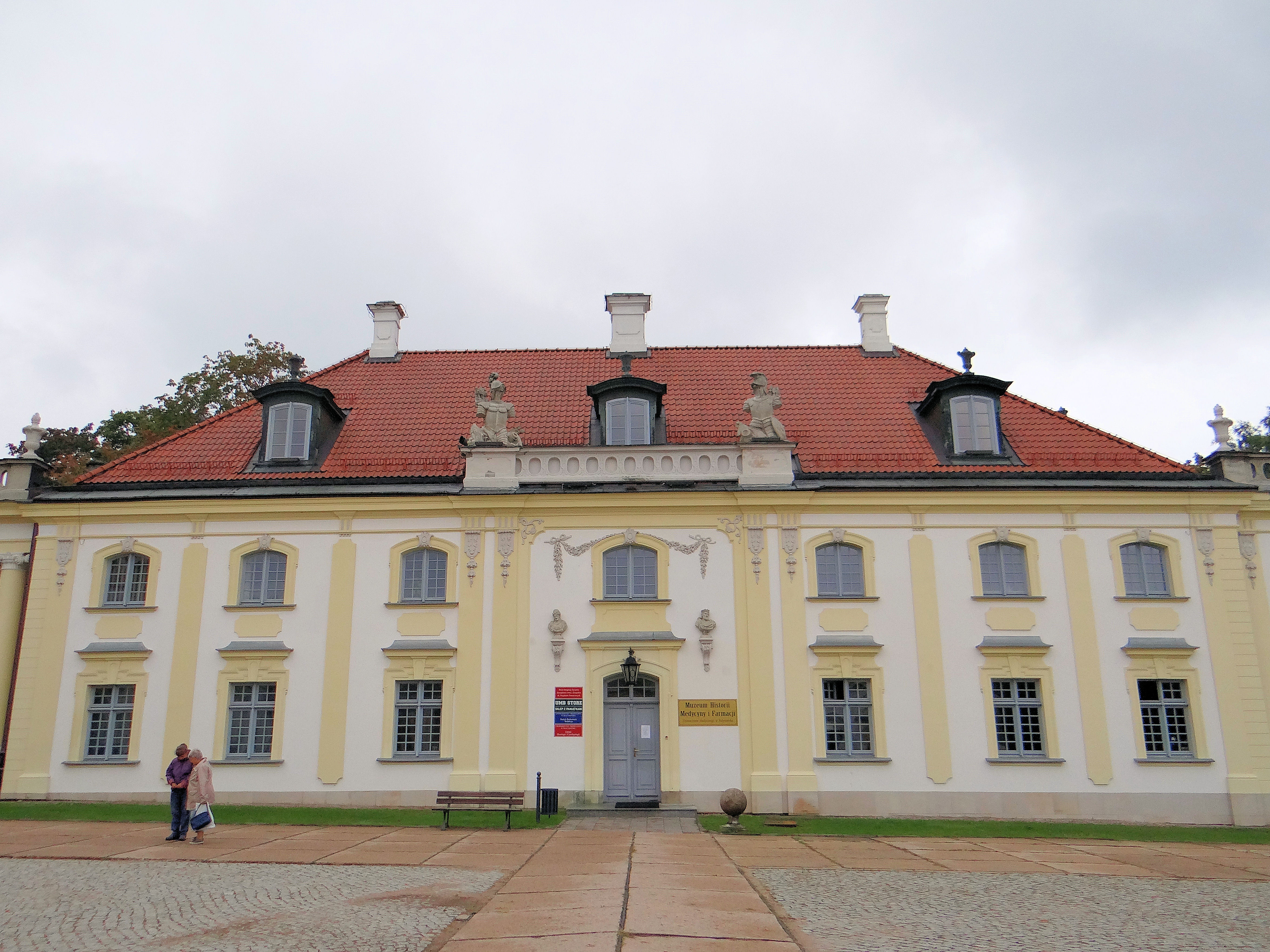
Bảo tàng cung điện